# Tropiduchus anceps
Tropiduchus anceps är en insektsart som beskrevs av Ronald Gordon Fennah 1957. Tropiduchus anceps ingår i släktet Tropiduchus och familjen Tropiduchidae. Inga underarter finns listade i Catalogue of Life.